# Rio Grande da Serra (kommun)
Rio Grande da Serra är en kommun i Brasilien.   Den ligger i delstaten São Paulo, i den sydöstra delen av landet, 900 km söder om huvudstaden Brasília. Antalet invånare är 44 084. Arean är 36 kvadratkilometer.
Terrängen i Rio Grande da Serra är platt.
Följande samhällen finns i Rio Grande da Serra:
- Rio Grande da Serra

I omgivningarna runt Rio Grande da Serra växer i huvudsak städsegrön lövskog. Runt Rio Grande da Serra är det ganska tätbefolkat, med 120 invånare per kvadratkilometer.